# Nam Phương
L'imperatrice Nam Phương, nata Marie-Thérèse Nguyễn Hữu Thị Lan (Gò Công, 14 dicembre 1914 – Chabrignac, 16 settembre 1963), fu la prima e principale moglie di Bảo Đại, l'ultimo imperatore del Vietnam, dal 1934 fino alla sua morte.
Fu anche la seconda e ultima imperatrice consorte (hoàng hậu) della dinastia Nguyễn.

## Biografia
Marie-Thérèse Nguyễn Hữu Thị Lan nacque a Gò Công, una città del Delta del Mekong in quella che all'epoca era la colonia francese della Cochinchina, una delle tre aree (le altre erano i protettorati di Annam e Tonchino) che componevano l'Unione indocinese francese.
Suo padre, Pierre Nguyễn Hữu-Hào, descritto come un ricco mercante, era nato in una povera famiglia cattolica a Gò Công. Grazie alla presentazione dall'arcivescovo di Saigon, divenne segretario del miliardario Lê Phát Đạt, duca di Long-My, e alla fine sposò la figlia del suo datore di lavoro, Marie Lê Thị Binh, ed ereditò il suo titolo.
Cittadina francese naturalizzata, Nguyễn Hữu Thị Lan, conosciuta come Mariette, studiò al Couvent des Oiseaux, una scuola cattolica aristocratica situata a Neuilly-sur-Seine, in Francia, dove fu mandata all'età di 12 anni. Era una lontana cugina del suo futuro marito, l'imperatore.

### Matrimonio
Il 9 marzo 1934 fu dato pubblico annuncio del fidanzamento di Nguyễn Hữu Thị Lan e Bảo Đại, il cui titolo era re di Annam. Nel XIX secolo infatti le forze francesi occupanti avevano ridotto il grado di imperatore del Paese a re, una situazione che non fu ripristinata fino al 1945. In quella circostanza Bảo Đại dichiarò: "La futura regina, cresciuta come noi in Francia, unisce nella sua persona le grazie dell'Occidente e il fascino dell'Oriente. Noi che abbiamo avuto l'occasione di incontrarla, crediamo che sia degna di essere nostra compagna e nostra pari. Siamo certi dalla sua condotta e dal suo esempio che ella merita pienamente il titolo di Prima Donna dell'Impero". Dopo una formale cerimonia di fidanzamento nel palazzo estivo imperiale di Da Lat, il re e Nguyễn Hữu Thị Lan si sposarono il 20 marzo 1934, a Huế. La cerimonia fu buddista, sebbene la fidanzata cattolica del sovrano suscitò alcune controversie; la popolazione locale non era del tutto a favore dell'affiliazione religiosa della sposa. Altri sospettavano che il matrimonio "avesse un forte odore di cavillosità francese". Il New York Times riferì che "il malcontento era generale" nel Paese, dato che Nguyễn Hữu Thị Lan aveva rifiutato di rinunciare al cattolicesimo e faceva appello a papa Pio XI per una dispensa. Un altro articolo osservava che si era discusso molto su un rapporto secondo cui il papa avrebbe potuto consentire alla sposa di "rimanere cattolica se avesse dato alla Chiesa le sue figlie". A complicare ulteriormente i piani del matrimonio c'era l'apparente disapprovazione della madre del giovane monarca, Doan Huy, e delle mogli secondarie del suo defunto padre, che avevano tutte altri candidati nuziali che apparentemente Bảo Đại non aveva preso in considerazione.
Alla cerimonia di Stato che ha segnato la fine dei quattro giorni delle celebrazioni nuziali, Nguyễn Hữu Thị Lan ha ricevuto il titolo di "Principessa imperiale" e il nome Nam Phương, che può essere approssimativamente tradotto come "Fragranza del Sud", in riconoscimento di il suo luogo di nascita.

### Famiglia
Nam Phương e Bảo Đại ebbero cinque figli, la maggior parte dei quali fu educata al collegio francese frequentato dalla madre:
- Principe ereditario Bảo Long (4 gennaio 1936 - 28 luglio 2007). Secondo alcune voci il Principe ereditario sarebbe stato battezzato quattro mesi dopo la nascita, senza il permesso del padre.[13]
- Principessa Phương Mai nata il 1º agosto 1937 (sposata con Pietro Badoglio, nipote dell'omonimo generale italiano)
- Principessa Phương Liên nata il 3 novembre 1938 (sposata con Bernard Maurice Soulain)
- Principessa Phương Dung nata il 5 febbraio 1942
- Principe Bảo Thắng (30 settembre 1944 - 15 marzo 2017)

### Imperatrice
Il 18 giugno 1945, il titolo di Sua Maestà Nam Phương fu elevato a Sua Maestà Imperiale. Le fu anche concesso il titolo di imperatrice, poiché suo marito era divenuto imperatore dopo aver proclamato l'indipendenza del Paese dalla Francia, come era stato invitato a fare come membro della giapponese Sfera di co-prosperità della Grande Asia orientale. In quel momento, Tonchino, la Cocincina e Annam, che passarono sotto il controllo del Giappone imperiale dopo la seconda guerra mondiale, furono riuniti per diventare l'Impero del Vietnam, uno Stato fantoccio. Tuttavia il nuovo imperatore fu presto convinto a rinunciare al trono dal leader rivoluzionario Hồ Chí Minh, capo del Việt Minh. L'ex imperatore tornò in Vietnam nel 1949 su invito del governo civile e fu nominato capo di Stato, ma andò di nuovo in esilio nel 1954.

### L'influenza sulla moda

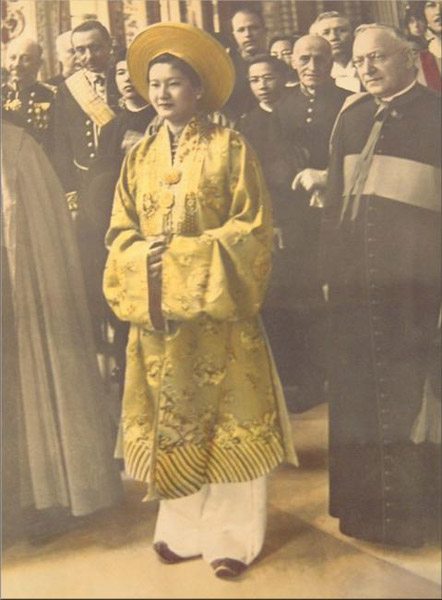
Nam Phương durante l'udienza in Vaticano

La prima visita ufficiale di Nam Phương in Europa, nell'estate del 1939, lanciò una mania per quello che un giornalista descrisse come "pantaloni e tuniche ricamate per la sera; silhouettes [e] risvolti o maniche a forma di pagoda". Con sorpresa degli osservatori di moda, quando incontrò papa Pio XII durante lo stesso viaggio, "la visitatrice dell'Indocina non indossava il tradizionale abito e velo neri a maniche lunghe. Invece, appariva in una tunica dorata ricamata di draghi, sciarpa rossa e cappello d'oro, indossando pantaloni argentati.

### Anni successivi
Nam Phương fece parte del Comitato di ricostruzione per il Vietnam dopo la fine della seconda guerra mondiale e fu ambasciatrice della Croce Rossa vietnamita.
Nel 1947, dopo la conquista comunista del Paese, l'imperatrice e i suoi figli si trasferirono al Castello Thorenc, vicino a Cannes, in Francia, appartenuto alla famiglia dal suo acquisto da parte del nonno materno Bảo Đại all'inizio del XX secolo. Si separò dal marito nel 1955. Due anni dopo, quando il governo vietnamita annunciò la confisca dei beni personali della famiglia imperiale, il disegno di legge escludeva specificamente qualsiasi proprietà immobiliare dell'imperatrice prima del 1949.

### Morte
L'imperatrice Nam Phương morì improvvisamente il 16 settembre 1963 per un attacco di cuore, nel Domaine de La Perche, la sua casa vicino al piccolo villaggio rurale di Chabrignac, in Francia, ed è sepolta nel cimitero locale.